# US-amerikanisches Bombardement der chinesischen Botschaft in Belgrad
10-Tage-Krieg – Kroatienkrieg – Bosnienkrieg – Kosovokrieg
Am 7. Mai 1999, während des NATO-Bombardements Jugoslawiens, trafen fünf US-amerikanische JDAM-gelenkte Bomben die Botschaft der VR China im Stadtteil Novi Beograd in Belgrad. Der Angriff tötete drei chinesische Reporter und empörte die chinesische Öffentlichkeit. Die USA sprachen davon, dass es die Absicht gewesen sei, das nahe gelegene jugoslawische Direktorat für Versorgung und Beschaffung zu bombardieren. Präsident Bill Clinton entschuldigte sich später für das Bombardement und erklärte es für einen Unfall. CIA-Direktor George Tenet bezeugte vor einem Kongress-Komitee, dass das Bombardement das einzige in dieser Kampagne von seiner Organisation durchgeführte Bombardement war, und dass die CIA die falschen Koordinaten für ein jugoslawisches Militärziel in derselben Straße hatte. Die chinesische Regierung veröffentlichte ein Statement am Tag des Bombardements, das die Aktion als „barbarischen Akt“ bezeichnete.

## Militärisches Kalkül
Im Zuge des Kosovokriegs führte die NATO die Militäroperation „Operation Allied Force“ durch, bei der 2000 Ziele in Serbien angedacht waren, darunter das Bundesamt für Nachschub und Versorgung, das sich jedoch als die chinesische Botschaft herausstellte. Die New York Times interviewte hierzu mehr als 30 Amtsträger der NATO in Washington und Europa, wobei die Bombardierung der chinesischen Botschaft als das Ergebnis einer Reihe von fehlenden Fachkenntnissen und schlechtem Urteilsvermögen der Mitwirkenden an vielerlei Stellen beschrieben wurde.
Der ursprüngliche Plan der NATO war es, die damalige Bundesrepublik Jugoslawien für zwei Nächte zu bombardieren und durch Unterbrechungen tagsüber dem Präsidenten Slobodan Milosevic die Möglichkeit zu bieten, in die Forderungen der NATO einzuwilligen, die serbischen Truppen aus Kosovo zurückzuziehen. Die Erkenntnis, dass der serbische Präsident diesen Forderungen nicht nachkommen würde, löste bei der NATO die Frage nach der Bombardierung von politisch heikleren Zielen aus. Als die NATO am 24. März 1999 mit der Bombardierung begann, waren 219 Ziele für ganz Serbien vorgesehen. Am Ende des Krieges betrug die Zahl der anvisierten Ziele 1021, wovon rund 650 tatsächlich bombardiert wurden.
Der Vorschlag, das jugoslawische Bundesamt für Nachschub und Versorgung als Bombardierungsziel auszuwählen, kam von der Counter-Proliferation Division der CIA. Es war der erste Zielvorschlag der CIA in diesem Konflikt; er erfolgte in einer Situation, in der die Militärs unter großem Druck standen, weitere geeignete Ziele zu identifizieren. Die Counter-Proliferation Division der CIA hatte jedoch weder spezifische Kenntnisse über den Balkan noch für die detaillierte Festlegung von Bombenzielen. Ihre Beamten betrachteten den Krieg als eine Chance, das Hauptquartier des Bundesamts für Nachschub und Versorgung zu zerstören, da dieses schon länger unter Verdacht stand, am Schmuggel von Raketenteilen in Länder wie Libyen und Irak beteiligt zu sein. Ebenfalls wurde angenommen, dass das Bundesamt die serbischen Streitkräfte mit Ersatzteilen für Raketen, Artilleriegeschosse und Mörsergranaten versorgte. Das vorgeschlagene Ziel wurde in mindestens drei Meetings hinsichtlich politischer und rechtlicher Implikationen diskutiert, nicht aber dessen Standort.

## Abfolge der Ereignisse
In den Tagen vor dem Bombardement kursierte ein mit „Belgrade Warehouse 1“ gekennzeichneter Angriffsordner, um vom Kommando genehmigt zu werden. Der Ordner kam von der CIA und beschrieb das Ziel als Lagerhaus für eine jugoslawische Regierungsagentur, das im Verdacht stand, als Waffenlager zu dienen. Deshalb wurde der Angriff von Präsident Bill Clinton genehmigt.
Es ist unklar, ob auch andere NATO-Oberhäupter den Angriff genehmigten. Ein Bericht des französischen Verteidigungsministeriums, der nach dem Krieg gefertigt wurde, gab an, dass ein Teil der militärischen Operationen von den USA außerhalb des strikten Rahmens der NATO ausgeführt worden war und dass eine Doppelstruktur existierte. Die NATO hatte keine Autorität über die B-2-Stealth-Bomber, die den Angriff durchführten.
Laut CIA wurde das Ziel mit einer „Nicht-Angriff“s-Tabelle geprüft, jedoch wurde kein Alarm ausgelöst; dies sind Listen mit geschützten Gebäuden wie zum Beispiel Schulen, Spitäler und religiöse Orte. Die spätere Untersuchung berichtete von einigen Interviews mit NATO und US Offizieren, die am Tag danach die Botschaft in der Datenbank auf ihrem korrekten Standort fanden.
Der Angriff wurde in der Nacht vom 7. auf den 8. Mai von Bombern der United States Air Force vom 509th Bomb Wing direkt aus der Whiteman Air Force Base in Missouri durchgeführt. Die Bomber waren mit JDAM-GPS-gelenkten Bomben bestückt, jedoch waren die einprogrammierten Koordinaten die der chinesischen Botschaft 440 Meter daneben. Um Mitternacht der Lokalzeit trafen fünf Bomben fast gleichzeitig das Südende der Botschaft. Die Botschaft hatte aber Vorsichtsmaßnahmen wegen des andauernden Bombardement Belgrads getroffen und die Belegschaft nach Hause geschickt oder im Keller einquartiert, aber der Angriff forderte trotzdem drei Opfer, Shao Yunhuan (邵云环), Xu Xinghu (许杏虎) und seine Frau, Zhu Ying (朱颖), sowie zwanzig Verletzte.

## Chinesische Reaktionen
Der Angriff bewirkte einen dramatischen Anstieg der Spannungen zwischen den USA und China. Ein offizielles Statement des chinesischen Staatsfernsehens nannte es eine „barbarische Attacke und eine grobe Verletzung der chinesischen Souveränität“. Chinas UN-Botschafter beschrieb „NATOs barbarischen Akt“ als „eine grobe Verletzung der UN-Charta, internationalen Rechts und der regierenden Form internationaler Beziehungen“ und „eine Verletzung der Genfer Konventionen“. Präsident Clinton telefonierte mit seinem chinesischen Äquivalent Jiang Zemin.

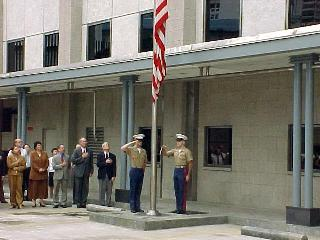
Am 12. Mai wurden die amerikanischen Flaggen, um die Opfer zu betrauern, auf chinesischem Territorium auf halbmast gesetzt. Das Foto zeigt die Flagge des amerikanischen Konsulates in Hong Kong. „Die Leben derjenigen, die getötet oder verletzt wurden, war nur nebensächlich im Gegensatz zu den eskalierenden Spannungen zwischen den beiden Mächten“, berichtete eine Studie über den diplomatischen Austausch bezüglich der Affäre. „Die von der chinesischen Regierung geforderten Entschuldigungen und jegliches durch die amerikanische Regierung gebrachten Bedauern waren nur nebensächlich, bestenfalls pro-forma.“

Große Demonstrationen kamen vor Botschaften und Konsulaten der USA und anderer NATO-Staaten in China aufgrund der Berichterstattung des Bombardements zustande. Am 9. Mai 1999 verurteilte der Vizepräsident Hu Jintao in einer nationalen Fernsehansprache die „barbarische“ und „kriminelle Führung“ der NATO, die „die Wut der chinesischen Bevölkerung aufgeheizt hat“. Er sagte, die ungenehmigten Demonstrationen in Peking, Shanghai, Guangzhou, Chengdu und Shenyang spiegelten die Wut und den Patriotismus. Dies unterstützte die chinesische Regierung aber drängte gegen die extreme und illegale Durchführung.
Die Proteste hielten mehrere Tage an, währenddessen wegen Steine werfenden Demonstranten der US-Botschafter James Sasser und anderes Personal in der Botschaft „gefangen“ war. Die Wohnung des US Konsuls in Chengdu wurde angezündet und Demonstranten versuchten, das Konsulat in Guangzhou niederzubrennen. Es gibt keine berichteten Verletzten.

„During the first day and a half of the crisis, many of our colleagues, especially those in the Chancery and at some of the Consulates, were in significant danger. Though U.S. Marines protected the Chancery from direct assault, officers on the spot engaged in a full-scale destruction of classified materials that might fall into the hands of demonstrators should the Embassy be overrun. In hindsight, it appears the danger was never that close, but several Chinese did jump the compound wall and had to be confronted by Marines in full battle gear before they were persuaded to jump back over the wall.
Except for Shanghai, with its own Marine guard contingent, the other Consulates were protected only by Chinese security guards. In Chengdu those guards were of virtually no help. Demonstrators climbed the compound wall, set fire to the Consul’s residence, and smashed their way through the outer door of the Consulate. They were using a bike rack to try to crash into the interior – while screaming that they were going to exact vengeance – when city security forces finally arrived and routed them. Our colleagues were understandably terrified through this ordeal. They were frantically calling the Embassy and local contacts, and getting increasingly agitated by the slow, almost grudging response of the Chengdu authorities.“

„Während des ersten Tages und der Hälfte der Krise waren viele unserer Kollegen, vor allem diejenigen in der Kanzlei und einige des Konsulates, in großer Gefahr. Jedoch beschützten U.S. Marines die Kanzlei von direkten Anschlägen und Offiziere vor Ort waren damit beschäftigt geheime Dokumente zu vernichten, sollte die Botschaft von Demonstranten überrannt zu werden. Rückblickend war die Gefahr nie groß, einige Chinesen übersprangen die Einfriedungsmauer und mussten erst von Marines in voller Kampfmontur konfrontiert werden um überredet zu werden wieder zurück zu springen. Mit Ausnahme von Shanghai, das sein eigenes Marine Kontingent hatte, wurden die anderen Konsulate nur von Chinesischen Sicherheitsleuten bewacht. In Chengdu waren diese Sicherheitskräfte von keiner großen Bedeutung. Die Demonstratoren erklommen die Mauer, zündeten die Residenz des Konsuls an und zerschlugen die äußere Tür des Konsulates. Sie benutzten einen Fahrradständer um in das Innere zu gelangen, während sie schrien Rache zu nehmen, bis die Stadtsicherheitskräfte eintrafen und sie zu beruhigen. Unsere Kollegen waren verstandenermaßen verschreckt durch diese Tortur. Sie riefen verzweifelt die Botschaft und lokale Kontakte an und wurden immer aufgeregter durch die widerwilligen Antworten der Chengduer Behörden.“

Präsident Clintons Entschuldigungen und des U.S. Departments durften nicht durch das chinesische Staatsfernsehen ausgestrahlt werden. Die Demonstrationen dauerten vier Tage an, bevor die chinesische Regierung einschritt, zeitweise die Entschuldigung ausstrahlen ließ und die Polizei beauftragte die Demonstranten zurückzuhalten. Die Präsidenten der beiden Nationen sprachen schließlich am 14. Mai.

## Vergleich
Gegen Ende des Jahres 1999 begannen sich die Beziehungen wieder zu normalisieren. Im August machte die U.S.-Regierung eine „freiwillige humanitärische Zahlung“ von 4,5 Millionen Dollar an die Familien der drei getöteten Chinesen und der 27 Verletzten. Am 16. Dezember 1999 einigten sich die beiden Regierungen auf einen Vergleich der besagte, dass die USA 28 Millionen Dollar bezahle, um den Schaden der chinesischen Botschaft zu reparieren und China 2,87 Millionen Dollar bezahlen um den der US-Botschaft und anderer Nationen erlittenen Schaden zu kompensieren.

## Offizielle Ermittlungen und Berichte im Nachhinein
Spät am 8. Mai erklärten der US-Verteidigungsminister William Cohen und George Tenet in einer gemeinsamen Pressekonferenz, dass weder die involvierte Crew noch die Ausrüstung schuld an dem Vorfall sei. Der erste Versuch das Bombardement zu erklären erfolgte am 10. Mai. William Cohen sagte den Reportern: „In einfachen Worten; eines unserer Flugzeuge attackierte das falsche Ziel, weil die Bombardementinstruktionen auf einer veralteten Karte basierten“. In dem Statement wurde die CIA nicht erwähnt. Anschließend wurde aufgedeckt, dass die CIA im Besitz von Karten war, die die chinesische Botschaft an der bombardierten Stelle zeigten.
Während US-Beamte begannen sich offiziell zu äußern, um weitere Fragen zu umgehen, unterrichteten sie dennoch weiter inoffiziell Journalisten. Zum Beispiel veröffentlichte am 10. Mai Eric P. Schmitt einen Bericht gemeinsam mit Leuten, die meist später in DCI Tenets Behörde mitwirkten. Die Beamten instruierten Schmitt darüber, dass „die chinesische Botschaft und ein Hauptquartier der jugoslawischen Armee […] sehr ähnlich aussehen: gleiche Größe, Form und Höhe“, und dass die Gebäude 180 m auseinanderstanden, weniger als die Hälfte der wirklichen Distanz.
Die Kritik der Medien fokussierte sich auf die NIMA, die nationale Bild- und Kartenbehörde. Die NIMA veröffentlichte einen Bericht, um die Attacken zu kontern, die behaupten, dass „kürzlich veröffentlichte Zeitungsberichte, die die Genauigkeit der NIMA-Karten betrachteten, ungenau oder nicht komplett waren“ und dass „eine Papierkarte weder als Hauptquelle geeignet ist, noch dafür verwendet wurde, um ein Ziel zu identifizieren und zu genehmigen“.

### Offizieller Bericht des US-Außenministeriums
Im Juni flog eine Delegation unter Thomas R. Pickering nach China, um ihre Version des Vorfalls darzustellen.
Gemäß dem offiziellen Bericht wussten die CIA-Analysten, dass die Adresse des „Yugoimport“-Büros in der Bulevar Umetnosti 2 war. Mit diesen Informationen versuchten sie die geographische Position des Büros zu bestimmen, indem sie die bekannten Positionen der Gebäude der Parallelstraße nahmen. Pickering erklärte diese Technik als Überschneidung und Kreuzpeilung  Obwohl diese beschriebene Methode zu keiner Definition der angegebenen Methoden passt, könnte dies der informelle Name im Militär dafür sein.
Parallele Linien wurden von bekannten Adressen und Orten auf einer Parallelstraße gezogen. Mit diesen Informationen wurde versucht das Muster der Straßenadressen der Bulevar Umetnosti, welches den Anpeilern unbekannt war, zu rekonstruieren. Das Straßenmuster war jedoch nicht wie erwartet und die Peiler lokalisierten die Botschaft irrtümlich „in einer kleinen Seitengasse mit etwas Distanz zur Bulevar Umetnosti“ und dem eigentlichen Ziel. Die besagte Straße (Ulica Tesnjevog Cveta) kreuzt jedoch die Bulevar Umetnosti nicht, sie endet vielmehr bereits 200 m vorher. Eine Prozedur, um bekannte Koordinaten an einer bekannten Adresse zu bestimmen, produzierte Koordinaten einer anderen Adresse auf einer Straße, die weder eine Weiterführung der angezielten noch eine verbundene davon ist.
Verschiedene Tests, um Attacken auf sensible Ziele zu verhindern, schlugen fehl, weil die Position der Botschaft seit ihrem Umzug nach Neu-Belgrad drei Jahre zuvor noch nicht erneuert wurde. Deshalb stiegen die Bomber mit Bomben, die die Koordinaten der chinesischen Botschaft einprogrammiert hatten, auf.
Anders als die ursprüngliche Erklärung zog dieser Bericht keine direkte Verbindung zwischen der Benützung und der Anpeilung der Botschaft. Die Erklärung sprach nicht an, warum die Zielautorisierung das gelistete Objekt als Lagerhalle deklarierte, obwohl es ein Bürogebäude war.

### Stellungnahme von George Tenet
Am 22. Juli gab George Tenet eine Stellungnahme vor einem öffentlichen Hearing des House Intelligence Committee. Zusätzlich zu den Argumenten aus United States Under Secretary of State Pickerings Statement in China, bestätigte er, dass das Zielpaket von der CIA stammt und dass es ein CIA-Alleingang war. Außerdem war es ihm persönlich nicht bekannt, dass CIA-Angriffsbefehle im Umlauf waren und er behauptete auch, dass die CIA im Besitz von Karten war, die die korrekte Position der Botschaft zeigten. United States Deputy Secretary of Defense John Hamre behauptete „NIMA is not at fault“ („NIMA hatte keinen Fehler“) und brachte Beweise dafür am selben Tag.

### Chinesische Reaktion
Allgemeine Einschätzung in der VR China war, es habe sich um einen absichtlichen Angriff gehandelt, nur wenige Chinesen glaubten der US-Version der Ereignisse. Der frühere Botschafter Li Daoyu sagte „wir sagen nicht, dass es eine Entscheidung von Clinton oder dem Weißen Haus war“, aber die chinesische Regierung beschrieb die US Erklärung für „das sogenannte falsche Bombardement“ als „alles außer überzeugend“ und akzeptierte die US-Version der Ereignisse nicht.

## Untersuchungen von Observer und Politiken
Jens Holsoe von der dänischen Zeitung Politiken kontaktierte die britische Zeitung The Observer für ein gemeinsames Rechercheprojekt. Holsoe interviewte mit John Sweeney und Ed Vulliamy vom Observer zahlreiche Quellen, insbesondere einen 4-Sterne-NATO-Offizier, einen 2-Sterne-Stabsoffizier, einen ehemaligen hochrangigen US-Geheimdienstoffizier, einen NATO-Flugcontroller im Hauptquartier für Luftangriffe für den Kosovo in Neapel und einen US-NIMA-Offizier. Nach vier Monaten veröffentlichten sie ihre Ergebnisse am 17. Oktober 1999.
Laut den Erkenntnissen der Journalisten war das Bombardement ein absichtlicher Angriff. Es gebe eine Übereinstimmung mit dem Muster der Attacken in dieser Nacht, wonach, laut einem offiziellen Briefing der NATO vom 8. Mai, „der Fokus darauf lag, die nationale Führung [Jugoslawiens, Anm.] zu zerschlagen.“  Abgesehen vom „FDSP-Waffenlager“ war jedes Ziel dieser Nacht ein Kommandoposten.
Ein weiterer Artikel im „Observer“ vom 28. November 1999 fügte einige Details hinzu. Der Report berichtete von einigen amerikanischen Offizieren, die andeuteten, der Grund hinter dem Angriff auf die Botschaft war die Vermutung, dass Željko Ražnatović, auch bekannt als Arkan, ein serbischer paramilitärischer Kommandant, der von der ICTY wegen Kriegsverbrechen gesucht wurde, sich dort aufhielt. Das Briefing der NATO vom 8. Mai, in dem behauptet wird, dessen Hauptquartier befinde sich im Hotel Yugoslavia 500 Meter entfernt, stimmen mit dieser Interpretation überein.
Repräsentanten der NATO wiesen die Untersuchungen zurück. Die US-Außenministerin Madeleine Albright beschrieb sie als „Unsinn“ („balderdash“) und der britische Außenminister Robin Cook sagte, es gebe nicht „einen Fetzen eines Beweises, um diese wilde Theorie zu unterstützen“.
Ursprünglich verweigerte die New York Times einen Bericht über die Untersuchungen bis zur Bestätigung der Ergebnisse. Später informierte Andrew Rosenthal Briefschreiber  per Post, dass die Times keinen Beweis fand, um die Beschuldigungen zu unterstützen. Die New York Times hatte allerdings weder mit den Autoren noch mit deren Quellen Kontakt aufgenommen.
Andere Quellen, unter anderem die Washington Post, New York Times und Chicago Tribune, behaupteten, die Ursache liege in der Ungenauigkeit der Angriffe, also seien die Treffer nicht beabsichtigt gewesen. Internationale Nachrichtenagenturen wie The Associated Press, Reuters, und Agence France Press (AFP) veröffentlichten zahlreiche Berichte, die beide Sichtweisen unterstützten. Die amerikanische Presse wurde kritisiert, dass sie dem Vorfall nur wenig Aufmerksamkeit widmete und den Vorfall wiederholt als „unabsichtliches Bombardement“ bezeichnete.
Der Observer/Politiken-Artikel wurde von den US-Medien zum Großteil ignoriert. Ein Salon Artikel von Laura Rozen jedoch beinhaltete ein Interview des Washington Post-Kolumnisten und früheren Geheimdienstoffiziers William M. Arkin, der eine skeptische Haltung gegenüber der Untersuchung hatte. Während er anerkannte, dass die Untersucher mit den Geheimdienstoffizieren der NATO gesprochen hatten, sagte Arkin Rozen, „Die Chinesische Botschaft und das Hotel Yugoslavia, in dem Arkans Generäle vermutet wurden, sind jeweils gegenüber in derselben Straße, und es wurden beide in derselben Nacht bombardiert... Ich glaube, dass die Kommunikation aus dem Hotel kam. Und ich denke, dass dumme Leute, die Gerüchte dem Observer weitergeben, diesen Fehler gemacht haben.“ Das Hotel wurde tatsächlich am 7. Mai angegriffen, die NATO war sich dessen Funktion und der Verbindung zu Arkan bewusst. Arkin konnte nicht erklären, wie die NATO-Planer die Funktion des Hotels wissen und es erfolgreich angreifen konnten, ohne die korrekte Lokalisation zu kennen.

## ICTY Untersuchungen
Ein Bericht, geführt von der ICTY mit dem Titel Final Report to the Prosecutor by the Committee Established to Review the NATO Bombing Campaign Against the Federal Republic of Yugoslavia untersuchte nach dem Kosovokrieg den Angriff auf die chinesische Botschaft und kam zu dem Schluss, dass das OTP keine Untersuchungen zu dem Vorfall hätte unternehmen sollen. Die Entscheidung wurde aufgrund folgender Beobachtungen getroffen:
- Der Fehler scheint auf die Navigationsmethoden eines Geheimdienstoffiziers zurückzuführen zu sein, der den Standort des Gebäudes des Bundesamts für Nachschub und Versorgung in der Bulevar Umenosti 2 zu bestimmen versuchte. Der Offizier benutzte die Methoden „Kreuzen“ und „Resektion“, welche angemessen sind, Distanzen oder unerreichbare Punkte zu bestimmen, jedoch nicht um exakte Positionen für Luftangriffe zu bestimmen, da sie nur ungefähre Positionen liefern. Mit dieser Methode verwechselte er die Botschaft mit dem FDSP-Hauptquartier.[32]
- Die USA entschuldigten sich formell bei der chinesischen Regierung und vereinbarten, China 28 Millionen Dollar und den Familien 4,5 Millionen Dollar als Entschädigung zu zahlen. Die CIA entließ einen Offizier und rügte sechs Senior Manager. Die US-Regierung erklärte auch, sie habe korrigierende Maßnahmen getroffen, um die individuelle Verantwortung zu betonen und zukünftige Fehler zu vermeiden.[33]
- Der beteiligten Flugmannschaft sollte keine Schuld zugesprochen werden, da ihnen falsche Koordinaten gegeben wurden. Es wäre nicht angebracht, ihnen einen Prozess zu machen, da sie falsche Informationen bekommen hatten.[34]

## Amnesty International Bericht
Amnesty International untersuchte die Luftaktivitäten der NATO und bewertete die Legalität der Aktionen. Hinsichtlich des Angriffes auf die Botschaft wurde die offizielle Stellungnahme und die Recherche des Observer zitiert, ohne dazu Stellung zu nehmen, welche zutreffend wäre. Die NATO wurde für das fortgesetzte Bombardement, ohne die Sicherheit der Zivilisten gewährleisten zu können, kritisiert. Die wenigen benötigten Informationen, um diesen Fehlschlag zu verhindern, seien öffentlich verfügbar gewesen. Die NATO habe nicht die notwendigen Vorkehrungen getroffen, die in Artikel 57(2) der Genfer Konvention beschrieben seien.